# Autoroute côtière trans-ouest-africaine

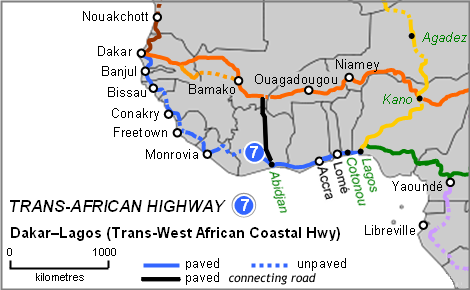
Carte routière Dakar-Lagos 2019

La route côtière trans-ouest africaine est un projet d'autoroute transnational visant à relier 12 pays côtiers d'Afrique de l'Ouest, de la Mauritanie dans le nord-ouest de la région au Nigéria à l'est, avec des routes de desserte déjà existantes vers deux pays sans littoral, le Mali et le Burkina Faso.
L'extrémité est de l'autoroute se termine à Lagos, au Nigéria. Certaines organisations telles que la communauté économique des états de l'Afrique de l'Ouest (CEDEAO) considèrent que son extrémité ouest est la Nouakchott en Mauritanie, et d'autres comme la commission économique pour l'Afrique considèrent comme Dakar, au Sénégal comme l'extrémité ouest, ce qui donne lieu à ces noms alternatifs pour la route:
- Autoroute Nouakchott – Lagos
- Autoroute Lagos-Nouakchott
- Autoroute Dakar-Lagos
- Autoroute Lagos-Dakar
- Autoroute côtière trans-ouest-africaine dans le réseau routier transafricain

## Route et état

### Longueur totale et état
La longueur du parcours est de 4 560 kilomètres (2 833 mi) dont 83 % ou 3 777 km (2 347 mi) a été pavé selon les documents de l'union africaine (UA), ou 4 010 km (2 492 mi) avec 3 260 km (2 026 mi) pavé, selon les rapports de la banque africaine de développement (BAD) qui n'incluent pas le tronçon Nouakchott-Dakar d'environ 570 km (354 mi). Il y a environ 9 sections non pavées, mais certaines sections pavées nécessitent une reconstruction. Toutes sont des autoroutes à deux voies à l'exception des petites routes à quatre voies dans le tiers est de la route. Les rapports de la BAD publiés en 2003 indiquent que 32 % de l'autoroute est en mauvais état, 9 % en bon état et 59 % en assez bon état. La reconstruction du segment de Lagos, au Nigeria, a commencé en 2010, et une fois achevée, cette section aura dix voies de large[réf. nécessaire]

### Autorités de gestion
L'autoroute est un projet de la CEDEAO et du nouveau partenariat pour le développement de l'Afrique (NEPAD) de l'UA, financé par la banque africaine de développement. Il s'agit de l'autoroute côtière trans-ouest-africaine dans la liste des neuf autoroutes de la fédération routière internationale qu'elle considère comme prioritaires pour un réseau routier transafricain.

### Route
Les villes et pays desservis et l'état de la route sont les suivants. Veuillez noter qu'un itinéraire alternatif pavé Dakar-Bamako-Abidjan (indiqué en noir sur la carte) est plus pratique. Les informations sur les travaux de construction nécessaires proviennent de deux sources notamment du site web de la CEDEAO et de la BAD.
Sur la carte, «éperon» indique que la ville se trouve sur un embranchement de l'axe principal de l'autoroute et «existant» peut signifier qu'une route nationale préexistante a été adoptée pour l'itinéraire ou qu'un tronçon a été nouvellement construit.
- Nouakchott, Mauritanie - existant;
- Dakar (éperon), Sénégal - existant;
- Banjul, Gambie - existant, certaines sections avec chaussée manquante, à travers la Gambie puis le sud du Sénégal;
- Bissau, Guinée-Bissau - existant jusqu'à Quebo, avec un nouveau tronçon court nécessaire à la frontière guinéenne où un pont majeur sur le fleuve Kogon était prévu pour la construction qui débuterait en 2004;
- un nouveau 200 km (124 mi) section en Guinée est nécessaire de la frontière à Boké;
- en Guinée, de Boké à Conakry (éperon) et la frontière avec la Sierra Leone existe;
- en Sierra Leone la reconstruction de 126 km (78 mi) de Pamalap à Freetown (éperon) est obligatoire, la section vers Bandajuma est existante, 97 km (60 mi) de nouvelle route est nécessaire (avec un nouveau pont sur le fleuve Moa) pour atteindre Zimmi, puis continuer jusqu'à la frontière libérienne ;
- au Libéria, la section de Monrovia à l'intérieur des terres jusqu'à Ganta existe, avec une nouvelle section requise d'environ 100 km (62 mi), frontière Ganta-Tappita-Tobli-Côte d'Ivoire;
- en Côte d'Ivoire, un nouveau tronçon est nécessaire depuis la frontière libérienne via Toulépleu jusqu'à Blolekin, tandis que la route de là passant par Yamoussoukro et Abidjan jusqu'à la frontière ghanéenne est terminée;
- au Ghana, la route traverse Cape Coast et Accra jusqu'à la frontière avec le Togo, et 31 km (19 mi) est d' Akatsi à Dzodze est remplacé par une nouvelle route parallèle à l'ancienne;
- le 80 km (50 mi) travers le Togo est remplacé par une nouvelle route contournant Lomé du côté nord;
- le tronçon Bénin passant par Cotonou et Porto Novo existe jusqu'à la frontière nigériane;
- environ 60 km (37 mi) de la frontière à Lagos, le Nigéria existe.

### Remarques
1. Entre Monrovia et Abidjan, l'autoroute part de la route côtière et va jusqu'à 400 km (249 mi) intérieur des terres. À l'origine, il était prévu de suivre la côte, et à cette fin, la Côte d'Ivoire a construit une route goudronnée à l'ouest d'Abidjan le long de sa côte jusqu'à Tabou, près de la frontière libérienne. Cependant, le Libéria n'a construit aucune autoroute pavée le long de sa côte jusqu'à Monrovia, et a ensuite adopté la route intérieure[2].
2. Le tiers oriental de la route qui relie la Côte d'Ivoire, le Ghana, le Togo et le Bénin à Lagos est le plus long tronçon existant et probablement le plus ancien, et le plus utilisé par le trafic, au point de devenir usé et encombré, conduisant à la nécessité de construire de nouvelles voies de contournement parallèles le long de sections au Togo et dans le sud-est du Ghana.
3. Les plus longs tronçons de routes en terre qui doivent être asphaltés, ou totalement absents, se trouvent en Guinée, en Sierra Leone et au Libéria, les deux derniers se remettant encore d’années de guerre civile.

### Routes de desserte et autres autoroutes transnationales
Bamako, Mali et Ouagadougou, le Burkina Faso (les deux pays enclavés de la CEDEAO) sont déjà reliés à la route côtière par des autoroutes goudronnées vers Abidjan, Accra et Lomé. Lagos est reliée via le plus grand réseau d'autoroutes goudronnées d'Afrique de l'Ouest, le réseau routier national du Nigéria, avec des liaisons avec les pays voisins du Niger, du Tchad et du Cameroun.
A Dakar, la route croise d'autres routes transafricaines:
- Transafricaine 1 Le Caire-Dakar
- Route trans-sahélienne, Dakar - N'Djamena est un autre projet de la CEDEAO parallèle à l'autoroute côtière reliant les pays sahéliens de l'Afrique de l'Ouest de Dakar à Ndjamena, au Tchad[3].

Deux autres routes transnationales sont également en cours de développement à partir de Lagos pour relier la route côtière trans-ouest-africaine.
- Route transsaharienne Alger-Lagos, dont la plupart est déjà pavée.
- Transafricaine 8 Lagos-Mombasa, qui nécessite encore un long tronçon pavé à travers la république démocratique du Congo. La route côtière trans-ouest africaine pourrait alors être considérée comme l'extrémité ouest d'une route traversant le continent depuis son extrémité ouest pratiquement jusqu'à son extrémité est sur une distance totale de 10 269 km (6 381 mi).

## Voir également
- Réseau routier transafricain